# Mohamed Ben Ayed (mort en 1853)
Pour les articles homonymes, voir Mohamed Ben Ayed.
Mohamed Ben Ayed, mort en 1853 à Tunis, est un homme politique et homme d'affaires tunisien.

## Biographie
Né au sein d'une famille de l'aristocratie caïdale originaire de Djerba, il est le fils du caïd de Djerba, armateur corsaire et associé du puissant ministre mamelouk Youssef Saheb Ettabaâ, Hmida Ben Ayed.
Il suit des études poussées en arabe et en histoire puis entre au service de son père. Il est nommé par les beys successifs comme caïd de Sousse, de Djerba puis, à la mort de son père en 1817, de l'Aradh (province du Sud-Est tunisien). Il associe en 1824 à ses affaires le nouveau principal ministre, Chakir Saheb Ettabaâ, notamment dans les opérations d'exportation d'huile d'olive et dans l'armement corsaire. La crise qui touche le secteur ne l'atteint pas et il en profite pour étendre son emprise sur l'exportation de plusieurs produits agricoles.
En 1831, il est ambassadeur en France pour le compte d'Hussein II Bey et c'est en cette qualité qu'il est présenté à Louis-Philippe, nouveau roi de France, par le consul Mathieu de Lesseps. La fin de la très lucrative activité corsaire, imposée par les puissances européennes, l'amène à démanteler sa flotte et le prive de tout revenu lié à la course. À l'avènement d'Ahmed Ier Bey en 1837, il est progressivement évincé de sa place de principal conseiller du bey pour les opérations de commerce au profit de son fils cadet, Mahmoud Ben Ayed, jugé plus progressiste et acquis aux nouvelles valeurs européennes. D'ailleurs, en 1847, une brouille avec son fils à propos de la création d'une banque privée l'amène à se réfugier au consulat britannique. À partir de cet épisode, sa famille et lui-même prennent leurs distances avec Mahmoud.
En juin 1852, dans un climat de début de crise financière et craignant la convoitise du nouveau bey, son fils fuit en France et provoque une crise entre la Tunisie et la France, cette dernière accordant sa protection à l'homme d'affaires : c'est l'affaire Mahmoud Ben Ayed. La révélation de ses détournements colossaux ébranle fortement la famille et ses entreprises.
Mohamed Ben Ayed prend sa retraite dans le palais qu'il s'est fait construire à Gammarth et meurt en 1853 après avoir vu la dislocation de la fortune familiale à la suite de la fuite de son fils. Selon l'historien Jacques Revault, ce palais est la copie des palais de plaisance qu'aurait pu voir le caïd en Europe, avec faïence, marbre italien et pavillon en bord de mer. Le nouveau souverain, Mohammed Bey, ordonne cependant de dépouiller entièrement le palais et son mobilier pour décorer son propre palais à La Marsa.
Son petit-fils par son ainé Abdelrahmane (mort en 1835) devient le chef de famille : c'est le caïd Hamida Ben Ayed.